# Villa Santa Rita de Catuna
Villa Santa Rita de Catuna é uma cidade da Argentina, localizada na província de La Rioja